# Haldenstein
Haldenstein (toponimo tedesco; in romancio Lantsch sut , desueto) è una frazione di 1 087 abitanti del comune svizzero di Coira, nella regione Plessur (Canton Grigioni).

## Storia

### Preistoria, età antica ed età medievale
Abitata fina dal Neolitico, la località fu centro celtico e romano tra il I e il IV secolo. Divenuta nell'Alto Medioevo curtis regia (VIII secolo), si sviluppò come signoria feudale prima alle dipendenze dei vescovi di Coira e poi come feudo dell'impero.

### Età moderna
Passata di mano di vari signori e posta sotto la protezione della Repubblica delle Tre Leghe, fu acquistata, nonostante le proteste degli abitanti, da Thomas von Schauenstein nel 1608, divenuto barone dell'impero nel 1611; dal 1612 l'imperatore concesse alla signoria i diritti di coniare monete (con zecca fino al XVIII secolo), di mercato e di asilo.
Nel 1701 fu ereditata dai Von Salis-Maienfeld: il nuovo signore, il barone Johann Luzius von Salis, nello stesso anno vi abolì la servitù della gleba e nel 1731 Gubert von Salis ne ampliò il castello. La signoria fu soppressa nel 1803; il suo territorio si estendeva su quattro villaggi sulla riva sinistra del Reno a nord di Coira, da Scheidtöbeli al monte Calanda sulle cui pendici si trova il piccolo centro di Batänja (già Sewiis), sede di un altro ramo dei baroni Von Salis, e di Rossboden, mentre sulla riva destra aveva le terre da Halnmil fino all'affluenza del Klus con alcune porzioni nei distretti di Trimmis e Says. Il castello di Lichtenstein, posto a nord del centro, fu distrutto e abbandonato dopo il terremoto del 1769. Al momento della sua soppressione la signoria aveva 349 abitanti; fu assorbita dal Canton Grigioni.

### Età contemporanea

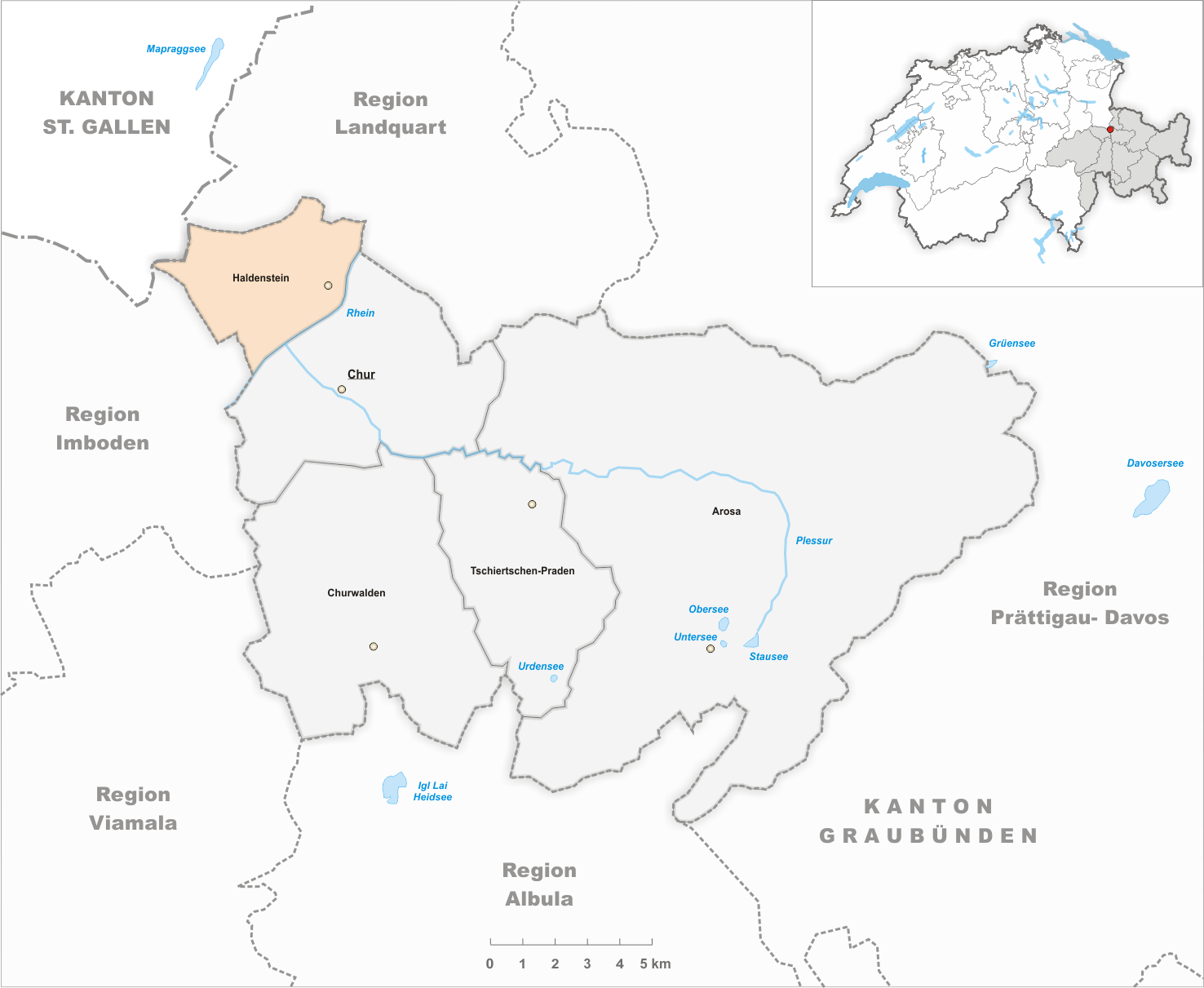
Il territorio del comune di Haldenstein prima degli accorpamenti comunali del 2021

Già comune autonomo istituito nel 1803, si estendeva per 18,56 km² e comprendeva anche la frazione di Batänja; fece parte del distretto di Unterlandquart fino al 2000, di quello di Landquart fino al 2015 e, dal 1º gennaio 2016, della regione Plessur. Nel 2021 è stato accorpato al comune di Coira.

## Monumenti e luoghi d'interesse

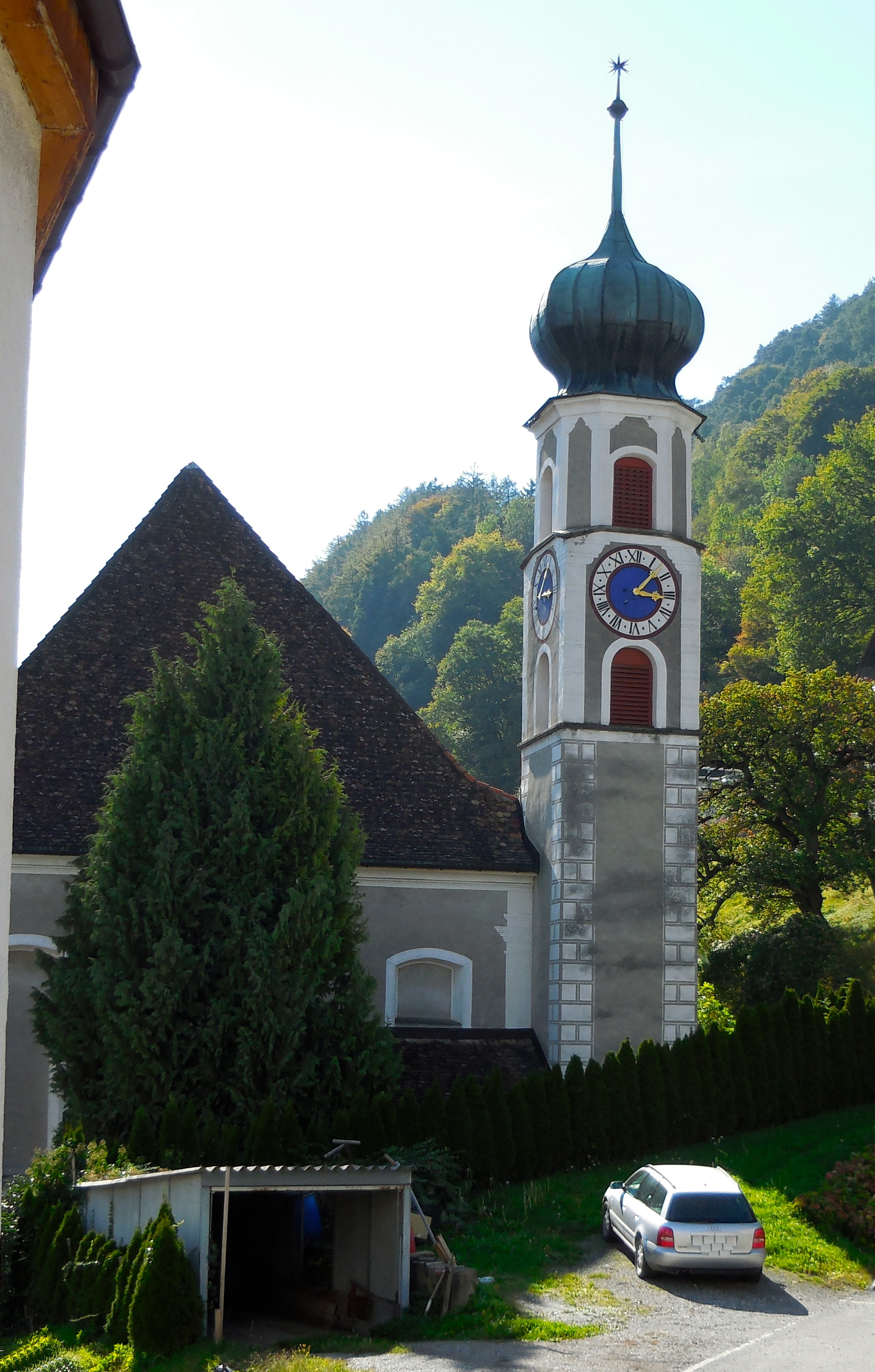
La chiesa di San Gereone

- Chiesa riformata di San Gereone, attestata dal XII secolo e ricostruita nel 1732[1];
- Rovine del castello di Lichtenstein, costruito nel XII secolo[1];
- Rovine del castello di Haldenstein, costruito nel XVI secolo e più volte ampliato[1];
- Grotta fortificata di Grottenstein[1].

## Società

### Evoluzione demografica
L'evoluzione demografica è riportata nella seguente tabella:
Abitanti censiti

### Lingue e dialetti
Già paese di lingua romancia, è stato germanizzato nel XIV secolo.

## Infrastrutture e trasporti

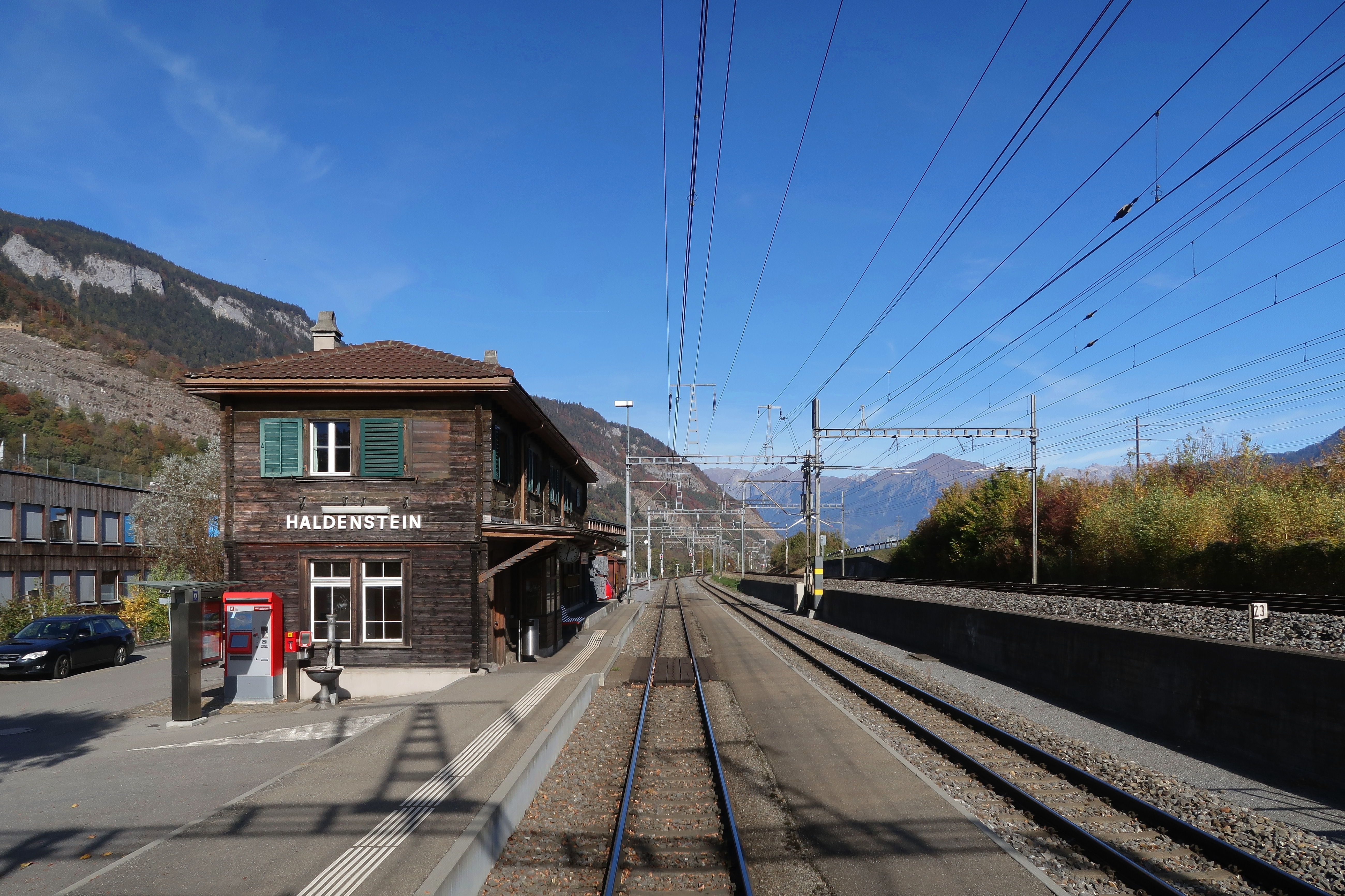
La stazione di Haldenstein

Haldenstein è servito dalla stazione omonima della Ferrovia Retica (linea Landquart-Coira-Thusis).